# Rwandan Organization of Persons with Deaf-Blindness
Die Rwandan Organization of Persons with Deaf-Blindness (ROPDB) ist ein Behindertenverband für Taubblinde in Ruanda.

## Geschichte und Organisation
ROPDB begann 2011 als Projekt der Rwandan Union of the Blind (RUB), Rwanda National Union of the Deaf (RNUD) und Rwanda National Association of Deaf Women (RNADW), da es wenig Erfahrungen mit Taubblinden gab. Deren seltenerer Behinderung wurde jedoch im Land verstreut immer wieder begegnet, dabei aber oft ohne Möglichkeit mit den Taubblinden zu kommunizieren. 2018 wurde die nationale Organisation gegründet und im Januar 2022 diese durch das Rwanda Governance Board (RGB) registriert (N° 809/RGB/NGO/LP/01/2022). Der Hauptsitz der ROPDB liegt im Sektor Kacyiru des Distrikts Gasabo in der Hauptstadt Kigali. Die Organisation ist Mitglied der nationalen Behindertendachverbände National Union of Disability Organizations in Rwanda (NUDOR, deutsch „Nationale Union der Behindertenorganisationen in Ruanda“) und Umbrella of Organizations of Persons with Disabilities in the fight against HIV/AIDS and for Health Promotion (UPHLS) sowie den afrikanischen und internationalen Dachverbänden für Taubblinde African Federation of the Deaf-Blind (AFDB), Deaf-Blind International (DBI) und der World Federation of the Deaf-Blind (WFDB). Präsident der ROPDB ist Stand 2024 Helman Bambanze. Zu den Unterstützern der ROPDB zählen der Disability Rights Fund, die Deutsche Botschaft und Handicap International.

## Hintergrund und Ziele
Die ROPDB zählt Stand 2024 über 350 Personen mit Taubblindheit in bisher fünf der 30 Distrikte von Ruanda, darunter etwa 60 % Kinder und 40 % Erwachsene. Taubblinden in Ruanda ist es nicht möglich eine Schule zu besuchen und es mangelt ihnen an erlernten Kommunikationsmöglichkeiten. Sie sind im Alltag Isolation und Diskriminierung ausgesetzt und stehen zahlreichen praktischen Schwierigkeiten wie zum Beispiel im Nahverkehr gegenüber.
Die ROPDB setzt sich daher für die Rechte und eine Verbesserung der Lebensumstände von Taubblinden ein. Sie unterrichtet dazu beispielsweise Gebärdensprachdolmetscher sowie Taubblinde und deren Angehörige in Kommunikationsmöglichkeiten wie taktiler Gebärdensprache. Zudem fordert die ROPDB, dass Menschen mit mehrfachen Behinderungen wie Taubblindheit als eigene Kategorie durch die Regierung anerkannt werden, um ihren speziellen Anforderungen gerecht werden zu können. Die bisherigen fünf Kategorien sind körperlich Behinderte, Sehbehinderte, Schwerhörige, geistig Behinderte und andere Behinderte.